# Iglesia de San Kentigern (Caldbeck)
La Iglesia de San Kentigern, (o la Iglesia de San Mungo), se encuentra en el pueblo de Caldbeck, Cumbria, Inglaterra. Es una iglesia parroquial anglicana activa en el decanato de Carlisle, el archidiácono de Carlisle y la diócesis de Carlisle. La iglesia está registrada en la Lista del Patrimonio Nacional de Inglaterra como un edificio designado de Grado I. Está dedicado a San Kentigern, cuyo nombre alternativo es San Mungo; ahí el título alternativo de la iglesia de Caldbeck, San Mungo. 

## Historia
El primer tejido de la iglesia data de los siglos XII y XIII. Fue construida en el sitio de una iglesia anterior que data del siglo VI. Los cambios, incluyendo la reconstrucción del presbiterio y la adición de una capilla del monasterio, fueron hechas en 1512 por John Whelpdale, y en 1727 se añadió una nueva etapa a la torre. En 1880 la iglesia fue restaurada por C. J. Ferguson; esto incluía el techo de madera del coro. Otra restauración fue llevada a cabo en 1932 por J. F. Martindale, incluyendo nuevas ventanas en las  naves laterales y en la  claraboya y el techo de madera abierto en la nave.

## Arquitectura

### Exterior
El cuerpo de la iglesia está construido en bloques de piedra arenisca y la torre es de piedra caliza con techos de arenisca; el techo está cubierto de pizarras verdes. Tiene aguilones copeteados  y en el aguilón este hay un remate en forma de cruz. Su planta consta de una nave de seis bahías con naves norte y sur, una claraboya y un pórtico sur, un coro de dos bahías con una sacristía sur y una torre oeste cuadrada. La sacristía era originalmente la capilla de la iglesia. La torre tiene tres etapas. Las dos etapas inferiores hasta la hilera de cuerdas datan de la época medieval; la planta superior tiene una inscripción que indica la fecha de 1727.  Contiene aperturas de campana de arco redondo y está coronada por unparapeto almenado. En las naves laterales hay dos ventanas de luz con cabezas de trébol; una de ellas es original, las otras son similares pero datan de la restauración de 1932. La claraboya contiene ventanas de dos y tres luces que también datan de 1932. En el coro hay dos ventanas originales y, en un nivel inferior, un bizcocho; sobre la sacristía hay una ventana de cuatro luces. La ventana este tiene cinco luces y una inscripción a John Whelpdale. La abertura de la torre a la nave es una puerta normanda que también ha sido movida. También en el porche hay una lápida medieval y una pila de  agua bendita. En el muro sur está la puerta de un sacerdote bloqueada. 

### Interior
En el baptisterio hay una pila hexagonal del siglo XIV. El muro sur contiene una piscina que data del siglo XIII. En la pared oeste están las armas reales de Jorge IV y un texto pintado de 1731. El vitral de la ventana este fue hecho por William Wailes y data de 1867. Representa los eventos de los últimos días de Jesús. En el pasillo norte hay dos ventanas, una que representa a San   Kentigern y la otra a San Cuthbert; fueron hechas por James Powell and Sons en 1938. 

## Características externas

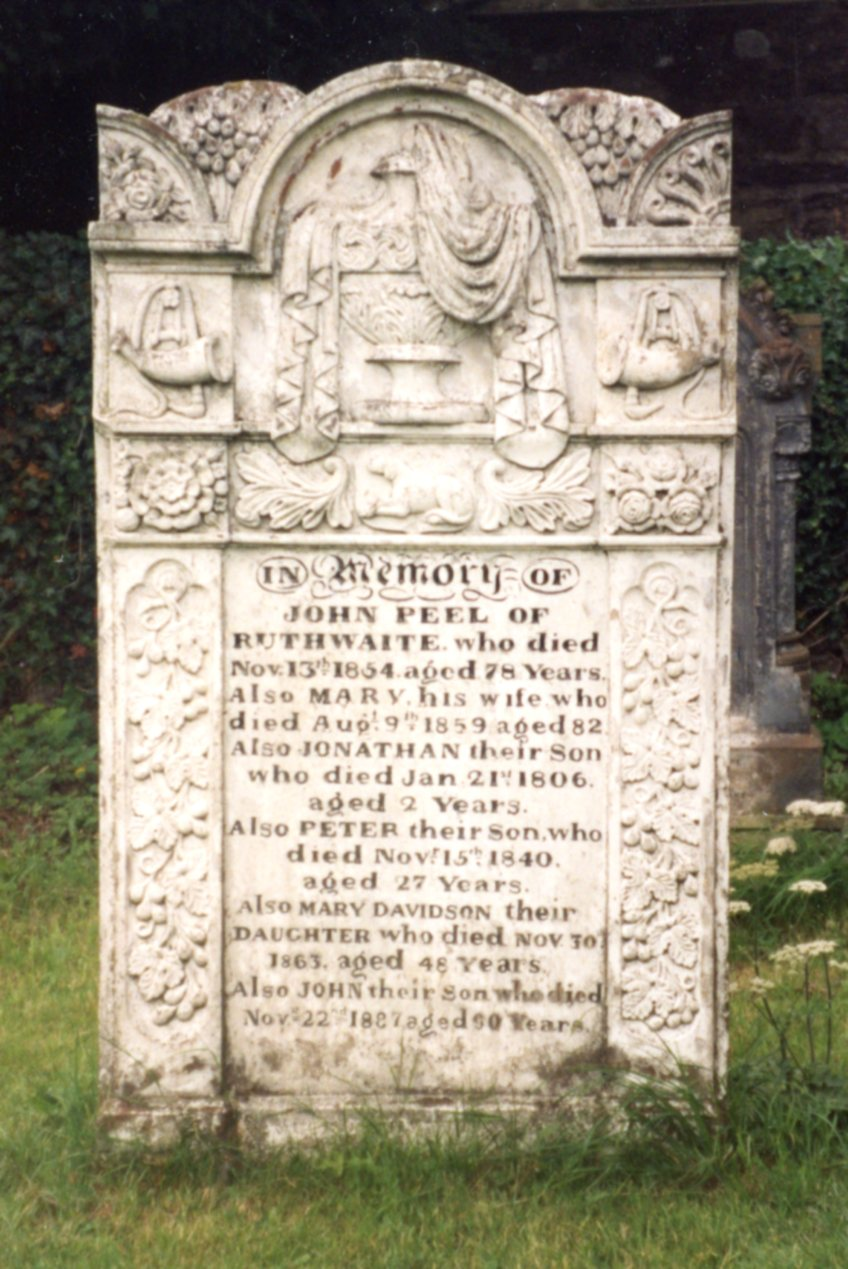
Lápida de John Peel

Cerca de la iglesia se encuentra el pozo de San Mungo, un pozo sagrado donde los cristianos fueron bautizados en el siglo VI. n el patio de la iglesia está la tumba de John Peel, el cazador local que es el sujeto de la canción D'ye ken John Peel? También enterrada en el patio de la iglesia está Mary Robinson Harrison, también conocida como la Doncella de Buttermere, o la Belleza de Buttermere. 